# MERMAID
MERMAID es el 19º sencillo de la banda japonesa GLAY. Salió a la venta el 19 de julio de 2000.

## Canciones
1. MERMAID
2. ROCK ICON
3. MERMAID (instrumental)